# Tyrkiets store nationalforsamling
Tyrkiets Store Nationalforsamling (Tyrkisk: Türkiye Büyük Millet Meclisi) er Tyrkiet parlament, som funger som et etkammerparlamentet og har 600 pladser. Parlamentet blev grundlagt i Ankara den 23. april 1920 i midten af den tyrkiske uafhængighedskrig. Parlamentet var grundlæggende i de bestræbelser, Mustafa Kemal Atatürk og hans kolleger havde til at stifte en ny stat ud af resterne af Det Osmanniske Rige efter afslutningen på 1. verdenskrig.

## Parlament
- Regering (319)
  -      Ak Parti (264)
- Støtte til regeringen
  -      MHP (50)
  -      Hüda Par (4)
  -      DSP (1)

- Opposition (281)
  -      CHP (130)
  -      HDP (57)
  -      İYİ (43)
  -      SP (20)
  -      DEVA (15)
  -      YRP (5)
  -      TİP (4)
  -      DP (3)
  -      EMEP (2)
  -      DBP (2)

39°54′42″N 32°51′04″Ø / 39.9118°N 32.8511°Ø